# Dolci frutti tropicali
Dolci frutti tropicali è il terzo album in studio di Pacifico.
Sia testi che musiche che arrangiamenti sono di Gino de Crescenzo (Pacifico), eccetto Caffè, dove gli arrangiamenti sono di Pacifico e Gozzetti.

Nella canzone Da qui la voce è di Samuele Bersani, in Caffè di Petra Magoni; la tromba in L'altalena è del trombettista siciliano Roy Paci.
L'illustrazione in copertina è del vignettista Tanino Liberatori.

## Tracce
1. L'incompiuta – 3:24
2. Dal giardino tropicale – 5:15
3. Caffè – 2:47
4. L'altalena – 3:54
5. L'inverno trascorre – 5:07
6. Da qui – 3:20
7. Nuvola – 3:40
8. Ferro e limatura – 2:55
9. Punti fermi – 3:40
10. Polifemo – 14:55

- Il brano Polifemo dura 4:15. Dal minuto 4:15 a 6:35, anziché della pausa di silenzio, si sente lievemente il canto dei grilli. Al minuto 6:35 inizia la traccia nascosta Dal giardino tropicale (radio edit), che si interrompe al minuto 10:25. Per 25 secondi, da 10:25 a 10:50, anziché della pausa di silenzio, si sente il canto degli uccelli, dopodiché per 3 minuti, da 10:50 a 13:50, inizia un'altra traccia nascosta, che si tratta della parte seguente del brano Dal giardino tropicale. Infine, da 13:50 a 14:55, viene ripreso il canto degli uccelli.

## Formazione
- Pacifico – voce, chitarra, tastiera
- Diego Baiardi – pianoforte
- Camillo Bellinato – basso
- Tommaso Colliva – batteria elettronica, programmazione
- Massimo Greco – percussioni, cori
- Alberto Tafuri – pianoforte
- Paolo Gozzetti – batteria elettronica, programmazione
- Gaetano Cappa – ukulele
- Edoardo De Angelis – violino
- Roy Paci – flicorno

## Classifiche
| Classifica (2006) | Posizione |
| ----------------- | --------- |
| Italia            | 60        |